# Philophylla basihyalina
Philophylla basihyalina
 es una especie de insecto del género Philophylla de la familia Tephritidae del orden Diptera. 
Erich Martin Hering la describió científicamente por primera vez en el año 1951.